# Celama centonalis
Celama centonalis är en fjärilsart som beskrevs av Jacob Hübner 1827. Celama centonalis ingår i släktet Celama och familjen trågspinnare. Inga underarter finns listade i Catalogue of Life.